# Ronnie James Dio
Ronnie James Dio kunstnernavn for Ronald James Padavona 10. juli 1942 – 16. maj 2010) var en amerikansk heavy rocksanger og -komponist. Han blev født i Portsmouth i New Hampshire og voksede op i en katolsk familie med italienske rødder. Hans karriere omfattede vokalarbejdet i grupper som Rainbow, Black Sabbath, til han i 1983 dannede sin egen gruppe Dio. Senere vendte han tilbage til samarbejdet med Black Sabbath fra 2006 til 2010 under navnet Heaven & Hell. Dio var kendt for sin kraftfulde stemme og for at have gjort djævletegnet til en uundværlig del af en heavy metal-koncert.

## Biografi

### Opvækst
Ronnie voksede op som enebarn og blev opdraget i den romersk-katolske tro. Senere udtrykte han misfornøjelse mod denne del af sin opvækst. Padavona tog afgangseksamen fra the Cortland City School i 1960. Han læste medicin ved universitetet i Buffalo i New York 1960 – 1961 men fik ikke eksamen. Han blev tilbudt et stipendium ved en musikskole, men ville hellere turnere med sit band,.

### Musikalsk uddannelse
Han lærte hurtigt at spille trompet og valdhorn og var allerede som barn med på singleplader med forskellige rockabilly bands. Som teenager blev han bassist i gruppen The Vegas Kings. Dio blev snart efter sanger, hvorefter bandet ændrede navn til først Ronnie & The Rumblers og senere Ronnie And The Red Caps.

### Tidlig karriere
Red Caps fortsatte med enkelte ændringer i besætningen under navnet Ronnie Dio and The Prophets. De turnerede sammen i næsten seks år, til de opløstes i 1967. De nåede at udgive adskillelige singleplader og et enkelt album. Padavona havde fået inspiration til sit pseudonym "Dio" fra mafiamedlemmet Johnny Dio. Sammen med Prophets' guitarist Nick Pantas dannede Dio The Electric Elves, som forkortede navnet til Elf i 1969. Elf blev opdaget af Ritchie Blackmore, da det spillede opvarmning for Deep Purple. Dios vokal imponerede Blackmore, som hyrede Dio og andre medlemmer af Elf til sit nye Band Rainbow. Rainbow udgav sit første album i 1975, hvor Dio skrev teksterne, de fleste baseret på middelalderen. Selv om Dio aldrig spillede et instrument på noget Rainbow-album, blev han omtalt som medarrangør af musikken med Blackmore. Dio indspillede i alt fire album med Rainbow, inden han forlod bandet med den begrundelse, at Blackmore trak Rainbow i en mere kommerciel retning, end Dio ønskede.

## Black Sabbath
Ozzy Osbourne blev fyret som forsanger i Black Sabbath i 1979. Bandets manager Don Arden introducerede Dio for Tony Iommi, og det nye samarbejde blev officielt i juni 1979.

### Heaven and HellogMob Rules(1979–1982)
Med en bemærkelsesværdig anden vokalstil end Osbourne markerede Dio en forandring i Black Sabbaths lyd. "De var fuldkommen forskellige", fortalte Iommi. "Ikke bare i stemmeføringen, men også i attituden. Ozzy var en stor showman, men da Dio sluttede sig til os, kom en anden attitude, en anden stemme og en anden musikalsk fremgang (...). Dio sang "over" riffene, hvor Ozzy ville følge riffet som i "Iron Man". Ronnie kom ind, og gav os en ny skrivevinkel."
I september 1979 forlod Geezer Butler midlertidigt bandet, og blev afløst af bassisten Geoff Nicholls fra Quartz. Den nye besætning vendte tilbage til Criteria Studios i november for at arbejde videre på det nye album. I januar 1980 vendte Butler tilbage, og Nicholls overtog rollen som keyboardspiller. Albummet fik navnet Heaven and Hell og blev udgivet den 25. april 1980. Selv et årti efter dets udgivelse omtalte AllMusic, Heaven and Hell som "en af Sabbaths bedste plader, bandets lyd var genfødt, og fik ny energi hele vejen igennem."  Heaven and Hell nåede plads nummer 9 i Storbritannien og nummer 28 i USA, og var derved bandets højest placerede album siden Sabotage. Albummet endte med at sælge en million eksemplarer i USA. Succesen ansporede bandet til en verdensturné, og Dio havde sin første koncertoptræden med Black Sabbath i Tyskland den 17. april 1980.
Den 18. august udskiftede Iommi trommeslageren Bill Ward med Vinny Appice uden at informere Ward. Bandet færdiggjorde Heaven and Hell-turnéen i februar 1981 og vendte derefter tilbage til studiet for at begynde arbejdet på deres næste album. I oktober 1981 blev det nye album Mob Rules udgivet, og det var det andet med Ronnie James Dio som sanger. Det blev godt modtaget af fans, men knap så godt af anmelderne. Rolling Stone-anmelderen J.D. Considine gav albummet én stjerne og udtalte: "Mob Rules viste at bandet var blevet mere sløve (...) end nogensinde før." Som de fleste af bandets tidligere værker voksede dette dog i popularitet som tiden gik, hvilket bl.a. kunne ses et årti efter, hvor AllMusics Eduardo Rivadavia kaldte Mob Rules "en forrygende plade." Albummet blev tildelt guld, og nåede top 20 på Storbritanniens hitliste. Albummets titelspor "The Mob Rules", som blev indspillet i John Lennons gamle hus i England, var også med i filmen Heavy Metal fra 1981, selvom versionen var forskellig fra versionen på albummet.
Bandet besluttede sig for at indspille et nyt livealbum ved navn Live Evil under Mob Rules verdensturneen gennem USA i Dallas, San Antonio i Texas og Washington i Seattle, i 1982. Under indspilningen opstod der en konflikt, da Iommi og bassisten Geezer Butler anklagede Dio for at snige sig ind i studiet om natten, for at hæve lyden på sine vokalindspilninger. Dio var til gengæld utilfreds med det billede, der var udvalgt med ham til brug for omslaget. Uenighederne udviklede sig til et brud mellem de nye medlemmer, Dio og Appice, på den ene side og de gamle medlemmer, Iommi og Butler, på den anden side.
"Ronnie ville have mere at sige", forklarede Iommi. "Og Geezer ville blive nedtrykt på grund af ham, og det var der problemerne begyndte. Live Evil episoden var hvor det hele faldt fra hinanden. Ronnie ville gøre flere ting på sin måde, og lydteknikeren vi brugte på dette tidspunkt, vidste ikke, hvad han skulle gøre, fordi Ronnie fortalte ham en ting, og vi fortalte ham en anden. Ved dagens ende sagde vi bare: Det var det, bandet er slut." Dio udtalte sig senere om episoden: "Når det kommer til vokalen er der ingen som skal fortælle mig, hvad jeg skal gøre. Ingen! Fordi de er ikke lige så gode som mig, så jeg gør hvad der passer mig. Jeg nægter at lytte til Live Evil, fordi der er for mange problemer. Hvis du kigger på albummets omslagsnoter, er bemærkning til vokal og trommer, sat til siden. Åben albummet og se hvor mange billeder der er af Tony, og hvor mange der er af mig og Vinny."
Ronnie James Dio forlod Black Sabbath i november 1982 for at etablere sit eget band Dio, sammen med blandt andet Vinny Appice.

## Bandet Dio
Bandet Dio udgav ti albums og planlagde et eller to yderligere, som skulle udgives i 2010. Der var mange udskiftninger i besætningen gennem årene med Ronnie James Dio som eneste gennemgående figur.
Ronnie James Dio har afsløret, at det ikke var hans mening at skabe en solokarierre, men de oprindelige medlemmer var enige om, at hans ry som sanger i Black Sabbath kunne fremme salget af det første album, som fik titlen Holy Diver  I 1980’erne opnåede det en pæn succes med fem studiealbums, der alle solgte pænt. De mange udskiftninger og frontfigurens forskellige sideprojekter betød imidlertid, at det især var som Liveband, de kunne fastholde interessen hos publikum. De var senest på en kort turné i 2008, mens en planlagt turné i 2009 måtte aflyses på grund af Ronnies alvorlige sygdom.

## Kortvarig gendannelse af Black Sabbath
I 1992 havde Ronnie James Dio og Geezer Butler drøftet muligheden for at genindtræde i Black Sabbath, efter at Butler havde spillet et enkelt nummer som gæst ved Dios Lock Up The Wolves turné i Minneapolis Forum i august 1990. Det lykkedes Butler at overtale Black Sabbaths reelle leder, Tony Iommi, til gendannelsen og albummet Dehumanizer blev udgivet i Storbritannien den 22. juni 1992. 
Black Sabbath påbegyndte i juli 1992 den genforeningsturné, som skulle promovere Dehumanizer. Der opstod dog hurtigt misstemning, da Dio erfarede, at de øvrige medlemmer var indstillet på at imødekomme et tilbud fra Ozzy Osbourne om at varme op til to afskedskoncerter, som han og hans band havde planlagt i Costa Mesa i Californien den 14. november 1992. Dio følte sine grænser overskredet, og der opstod skænderier under de følgende optrædener. Balladen endte med, at Dio forlod Black Sabbath efter et show i Oakland, Californien, dagen før den første af de planlagte koncerter med Osbourne.

## Heaven And Hell
Efter en pause på næsten 14 år blev det offentliggjort, at Dio, Iommi, Butler og Appice ville gennemføre en turné, baseret på deres fælles numre fra deres første fælles album Heaven & Hell, som samtidig blev benyttet som bandets navn for at kunne skelne det fra et tilsvarende projekt, som omfattede Ozzy Osbourne. I 2007- 2008 gennemførte Heaven & Hell 98 koncerter. Der var planlagt en ny turné i 2010.

## Privatliv

### Familieforhold
Dio indgik ægteskab med Loretta Berardi i 1960'erne. De adopterede en søn, Dan Padavona (født i juli 1968), men ægteskabet gik i opløsning.
Efter skilsmissen blev han gift med Wendy Galaxiola (født 1947), en kvinde, der er stærkt engageret i velgørenhed, bl.a. som formand for Children of the Night, hvis målsætning er at redde amerikanske børn fra prostitution. Hun var ligeledes Dios manager. De var stadig gift ved hans død.

### Ronnie James Dios sygdom og død
Ronnie James Dio fik konstateret mavecancer i efteråret 2009. Han var i behandling for sygdommen, men den var ikke mulig at helbrede. Han døde den 16. maj 2010 kl. 7:45. Hans hustru, Wendy Dio, udsendte flg. officielle erklæring: "Today my heart is broken, Ronnie passed away at 7:45am 16th May. Many, many friends and family were able to say their private good-byes before he peacefully passed away. Ronnie knew how much he was loved by all. We so appreciate the love and support that you have all given us. Please give us a few days of privacy to deal with this terrible loss. Please know he loved you all and his music will live on forever." 
Ved bisættelsen den 30. maj 2010 i Los Angeles deltog foruden familie og venner ca. 1200 fans og en række af Heavy metal – scenens store navne. Flere af disse hyldede Dio ved at synge hver én af hans sange.
Hans søn, Dan Padavona, beklagede i sin mindetale, at faderens død skyldtes, at han ikke havde taget symptomerne på sin sygdom alvorligt. Han udtrykte håb om, at andre ville tage ved lære af denne fejltagelse. 
Bisættelsen blev forstyrret af en demonstration, arrangeret af kristne, der er af den opfattelse, at Dio repræsenterede djævelen.

## Hædersbevisninger
Dio blev optaget i Cortland Cortland City School,New York, ” City Hall of Fame ” i 2004.
Classic Rock Magazine belønnede ham med "Metal Guru Award" i 2006.
Den 17. Januar 2007 blev Dio optaget i Guitar Center's Rock Walk of Fame i Hollywood, Californien.
Dio blev udnævnt som "Best Metal Singer" I tidsskriftet Revolver i april 2010.

## Eftermæle
Djævletegnet er bl.a. blevet benyttet til at knytte Dio til satanisme. Det er i virkeligheden et gammelt italiensk tegn, som forsager eller besværger djævelen; Ronnie lærte det af sin bedstemor under sin opvækst og har givet hende en del af æren for sin sceneoptræden.
Dio står sammen med Bruce Dickinson og Rob Halford som en af de heavy metalsangere, der har formået at udnytte sin kraftfulde stemme både i de hårde, riffbaserede sange og de mere melodiøse sange, fordi hans stemme spænder meget vidt. Blandt hans æresbevisninger er, at hans fødeby har opkaldt en gade efter ham, ligesom han har modtaget flere priser for sin betydning for rockmusikken. Den mest omfattende nekrolog på dansk er udarbejdet af Metalzone 
Den 1. april 2014 udkom This is your life, et hyldest album med forskellige musikeres coverversioner af Dio' s musik. Metallicas bidrag blev frigivet den 24. marts. Det bærer titlen Ronnie Rising Medley og er baseret på fire af Dios klassikere. 

## Bands
- The Vegas Kings (1957–1958)
- Ronnie & The Ramblers (1958)
- Ronnie and the Red Caps (1958–1961)
- Ronnie Dio and the Prophets (1961–1967)
- The Electric Elves (1967–1969)
- The Elves (1969–1970)
- Elf (1970–1975)
- Rainbow (1975–1979)
- Black Sabbath (1979–1982)
- Dio (1982–2010)
- Black Sabbath ( Kortvarig gendannelse (1991–1992))
- Black Sabbath (2006) (Optagelse af 3 nye sange til Black Sabbath: The Dio Years)
- Heaven and Hell (2006–2010)

## Diskografi

### Rainbow
- Ritchie Blackmore's Rainbow (1975) UK: Sølv
- Rainbow Rising (1976) UK: Guld
- On Stage (1977) UK: Sølv
- Long Live Rock 'n' Roll (1978) UK: Sølv
- Finyl Vinyl (1986)
- Live in Germany 1976 (1990)
- Ritchie Blackmore: Rock Profile Volume Two (1991)
- Live In Munich 1977 (2006)
- Deutschland Tournee 1976 (2006)
- Live In Cologne (2007)
- Live In Düsseldorf (2007)
- Live In Nurnberg (2007)
- The Polydor Years: 1975-1986 (2007)

### Black Sabbath
- Heaven and Hell (1980) US Platinum UK Guld
- Black And Blue (VHS) (1980)
- Mob Rules (1981) US Guld UK Sølv
- Live Evil (1982)
- Dehumanizer (1992)
- Black Sabbath: The Dio Years (2007)
- Live at Hammersmith Odeon (2007)
- The Rules of Hell (Boxed Set) (2008)
- The Devil You Know (album) (2009)

### Dio
- Holy Diver (1983) USA: Platin. UK: Sølv
- The Last in Line (1984) US: Platin UK: Sølv
- Sacred Heart (1985) US Guld
- Intermission (1986)
- Dream Evil (1987)
- Lock up the Wolves (1990)
- Dio – Sacred Heart: The DVD (1991)
- Diamonds – The Best of Dio
- Strange Highways (1994)
- Angry Machines (1996)
- Inferno - Last in Live (1998)
- Magica (2000)
- The Very Beast of Dio (2000) US: Guld
- Killing the Dragon (2002)
- Master of the Moon (2004)
- We Rock ~ Dio (DVD 2005)
- Evil or Divine - Live In New York City (2005)
- Holy Diver - Live (2006)

### Gæsteoptrædener
- Bobby Comstock And The Counts: Run My Heart 7" Single (1963)
- Austin Gravelding: Self Made Man (1970)
- Roger Glover: Butterfly Ball (1974)
- David Coverdale: Northwinds (1978)
- Kerry Livgren: Seeds of Change (1980)
- Heaven: Where Angels Fear to Tread (1983)
- Rough Cutt: Rough Cutt (1984)
- Hear 'n Aid: Hear 'n Aid (1986)
- Eddie Hardin & Guests: Wizard's Convention (1994)
- Dog Eat Dog: Play Games (1996)
- Munetaka Higuchi With Dream Castle: Free World (1997)
- Pat Boone: In a Metal Mood: No More Mr. Nice Guy (1998)
- Various Artists: Humanary Stew: A tribute to Alice Cooper (1999)
- Various Artists: Not The Same Old Song And Dance: A Tribute to Aerosmith (1999)
- Deep Purple: Live at the Royal Albert Hall (1999)
- Deep Purple: Live at the Rotterdam Ahoy (2001)
- Deep Purple: The Soundboard Series (2001)
- Kerry Livgren: The Best of Kerry Livgren (2002)
- Eddie Ojeda: Axes 2 Axes (2005)
- Ian Gillan: Gillan's Inn (2006)
- Queensrÿche: Operation: Mindcrime II (2006)
- Tenacious D: The Pick of Destiny (2006)
- Queensrÿche: Mindcrime at the Moore (2007)
- The Rods: Forthcoming album (2008)
- Girlschool: Legacy (2008)
- Various Artists: We Wish you a Metal Xmas and a Headbanging New Year (2008)

### Heaven and Hell
- Live from Radio City Music Hall (2007)
- The Devil You Know (2009)

### Andre medier
- Metal: A Headbangers Journey (Dokumentar) (2005)
- Tenacious D in The Pick of Destiny (Film) (2006)

### Videoer
- A Special From The Spectrum (VHS, 1983)
- Sacred Heart "The Video" (VHS, 1986 – DVD, 2004)
- Time Machine (VHS, 1990)
- Evil or Divine (DVD, 2003)
- We Rock (DVD) (DVD, 2005)
- Holy Diver – Live (DVD, 2006)
- Tenacious D: The Pick of Destiny (DVD, 2006)